# Moldavie au Concours Eurovision de la chanson 2014
La Moldavie a annoncé en 2013 sa participation au Concours Eurovision de la chanson 2014 à Copenhague, au Danemark.
Cristina Scarlat, représentant la Moldavie au Concours Eurovision de la chanson est choisie le 15 mars 2014, à la suite de sa victoire lors de la finale nationale.
Sa chanson est Wild soul.

## Processus de sélection "O Melodie Pentru Europa 2014"
| Résultat des Auditions – 1er février 2014 | Résultat des Auditions – 1er février 2014 | Résultat des Auditions – 1er février 2014                                                                             |
| Artiste                                   | Chanson                                   | Musique (m) / Paroles (l)                                                                                             |
| ----------------------------------------- | ----------------------------------------- | --- |
| Adriano                                   | "Everybody"                               | Adrian Cibotari (m & l)                                                                                               |
| Ala Zasmenco                              | "Baila Baila"                             | Enrico Fabio Cortese (m), Ana Colesnicov (l)                                                                          |
| Alexandru Bognibov                        | "My Lesbian Girl"                         | Alexandru Bognibov (m & l)                                                                                            |
| Alina Sorochina                           | "Ascultă-mă tăcere"                       | Marian Stârcea (m), Radmila Popovici-Paraschiv (l)                                                                    |
| Ana Cernicova                             | "Dragostea divină"                        | Ana Cernicova (m & l)                                                                                                 |
| Anastasia Ursu                            | "Give Me a Smile"                         | Anastasia Ursu (m & l)                                                                                                |
| Anna Gulko                                | "Happy Tomorrow"                          | Anna Gulko (m & l) |
| Ariadna & Cipollino                       | "My Game"                                 | Alexandru Ceapă (m & l)                                                                                               |
| Artur Corcodel                            | "Inima ta"                                | Sergiu Cociorvă (m), Artur Corcodel (l)                                                                               |
| Aurel Chirtoacă                           | "Urme de iubiri"                          | Aurel Chirtoacă (m), Viorica Nagacevschi (l)                                                                          |
| Boris Covali                              | "Flying"                                  | Michael James Down (m & l), Primož Poglajen (m & l), Jonas Gladnikoff (m & l), Dimitri Stassos (m & l)                |
| Boris Covali                              | "Perfect Day"                             | Brandon Stone (m & l)                                                                                                 |
| Cadence of Heart                          | "I Want to Fly"                           | Constantin Duşcu (m & l)                                                                                              |
| Carolina Gorun                            | "Turn the Tide"                           | Mathias Kallenberger (m & l), Andreas Berlin (m & l), Lawrence Bridge (m), Stephen Rudden (m), Andreas Anastasiou (l) |
| Cristina Scarlat                          | "Wild Soul"                               | Ivan Aculov (m), Lidia Scarlat (l)                                                                                    |
| Curly                                     | "Your Recovery"                           | Grigore Chirsanov (m), Luca Inga (l)                                                                                  |
| Dana                                      | "Hai cu mine"                             | |
| Dana Markitan                             | "Queen of the Dancefloor"                 | Nikola Radunović (m & l), Dejan Nikodijević (m & l)                                                                   |
| Dana Markitan                             | "I Want Your Love"                        | Samuel Bugia Garrido (m), Tony Søgaard Olsen (l)                                                                      |
| Diana Brescan                             | "Hallelujah"                              | Eugen Doibani (m & l), Radmila Popovici-Paraschiv (l)                                                                 |
| Diana Staver                              | "One and All"                             | Hannah Mancini (m & l), Raay (m), Charlie Mason (l)                                                                   |
| Diana Staver                              | "It's All About a Boy"                    | Elton Zarb (m), Alison Ellul (l), Aidan O'Connor (l)                                                                  |
| Doiniţa Gherman                           | "Energy"                                  | Doiniţa Gherman (m & l), Vadim Luchin (m), Cătălin Gondiu (l)                                                         |
| Dorian Ciobanu                            | "Stele milioane"                          | Dorian Ciobanu (m & l)                                                                                                |
| Dorian Ciobanu                            | "Ca o zi cu soare"                        | Dorian Ciobanu (m & l)                                                                                                |
| Dumitru Socican                           | "My Love Is Untold"                       | Samuel Bugía Garrido (m), Athanasios Nakos (l)                                                                        |
| Edict                                     | "Forever"                                 | Valeriu Cataraga (m), Sonyat Cioceacova (l)                                                                           |
| Eduard Malaru                             | "Viaţă-n culoare"                         | Eduard Malaru (m & l)                                                                                                 |
| Elena Jdanov                              | "Lullaby"                                 | Valerii Jdanov (m), Elena Jdanov (l)                                                                                  |
| ELIT MS                                   | "Azi, aici, acum"                         | Marian Stârcea (m), Radmila Popovici-Paraschiv (l)                                                                    |
| ESCAPE                                    | "Shadows Will Soon Go Away"               | Valeriu Bradu (m & l)                                                                                                 |
| Esperanza                                 | "The Breakthrough"                        | Alisa Osinscaia (m & l)                                                                                               |
| Felicia Dunaf                             | "The Way I Do"                            | Eugen Doibani (m & l)                                                                                                 |
| Felicia Dunaf                             | "Taking Care of a Broken Heart"           | Aidan O'Connor (m & l), Sven-Inge Sjöberg (m & l), Larry Forsberg (m), Lenneart Wastesson (m)                         |
| Feodosie                                  | "Who I Am"                                | Raymond Isaac (m & l)                                                                                                 |
| FLUX LIGHT                                | "Never Stop No"                           | Alexandru Buhnă (m & l)                                                                                               |
| Glam Girls                                | "You Believed In Me"                      | Niklas Peterson (m & l), Bridget Benenate (m & l), Mikael Albertsson (m & l), Andreas Anastasiou (m & l)              |
| Igor Ni                                   | "Prove I Love You"                        | Raymond Isaac (m & l)                                                                                                 |
| Jenea Latişev                             | "Rhythm of the Jazz"                      | Pavel Nebesnîi (m), Eugen Latişev (l)                                                                                 |
| Johnny White                              | "Only One"                                | Ionel Calalb (m & l)                                                                                                  |
| Katy Rain                                 | "Listen My Dear"                          | Andrei Tostogan (m), Katy Rain (l), Nicoleta Gavrilita (l)                                                            |
| Ksenya Nicora                             | "New Beginning"                           | Aidan O'Connor (m), Madeline Jangklev (l)                                                                             |
| Ksenya Nicora                             | "Letter"                                  | Serghei Bilceno (m), Roman Lupu (l)                                                                                   |
| Kătălina Rusu                             | "Forgive Me"                              | Rafael Artesero Herrero (m & l), Jose Juan Santana Rodriguez (m & l)                                                  |
| Lana Lights                               | "Solar Wind"                              | Serghei Forman (m), Ana Colesnicov (l)                                                                                |
| Lucia S.                                  | "Frozen"                                  | Vitalie Catană (m), Gloria Gorceag (l)                                                                                |
| Margarita Ciorici & Metafora              | "Vis"                                     | Alexandru Gorbos (m), Vica Demici (l)                                                                                 |
| Marina Blanaru                            | "Te chem"                                 | Adrian Carp (m & l)                                                                                                   |
| Mihail & Valentina Iasâbaş                | "I Will Shine"                            | Valentina Iasîbaş (m), Elena Mocanu (l)                                                                               |
| Mikaella                                  | "Follow Your Dreams"                      | Vladislav Bobotrîn (m & l)                                                                                            |
| Missa                                     | "Wake Up"                                 | Maxim Crudu (m & l)                                                                                                   |
| Olesea & Elena Croitor                    | "Fericire"                                | Olesea Croitor (m & l), Elena Croitor (m & l)                                                                         |
| Olga Roşu                                 | "Fly Fly"                                 | Marian Stârcea (m), Elena Jdanova (l)                                                                                 |
| OSIGAN                                    | "Although the World"                      | Sergiu Gandrabura (m), Mihai Eminescu (l)                                                                             |
| Paralela 47                               | "Fragmente"                               | Paralela 47 (m), Alecu Matrăguna (l)                                                                                  |
| Pavel Lungu                               | "Vocea inimii"                            | Constantin Duşcu (m), Sveta Godoroja (l)                                                                              |
| Rodica Olişevschi                         | "Without You"                             | Rodica Olişevschi (m & l)                                                                                             |
| Samir Loghin & Max Zavidia                | "Perfect Stranger"                        | Mustafa Keita (m), Danil Murzak (l)                                                                                   |
| Sandina                                   | "Reasons to Love You"                     | Sandina Şcurea (m & l)                                                                                                |
| Tatiana Heghea                            | "I'm Yours"                               | David Daieres (m & l)                                                                                                 |
| Valeria Paşa                              | "Te-am aşteptat"                          | Paşa Valeriu (m & l)                                                                                                  |
| Vlad Ray                                  | "Freedom"                                 | Vladislav Bobotrîn (m & l)                                                                                            |

| Artist                       | Song                      | Music (m) / Lyrics (l) |
| ---------------------------- | ------------------------- | --- |
| Alina Sorochina              | "Ascultă-mă tăcere"       | Marian Stârcea (m), Radmila Popovici-Paraschiv (l)                                                                        |
| Ana Cernicova                | "Dragostea divină"        | Ana Cernicova (m & l) |
| Anna Gulko                   | "Happy Tomorrow"          | Anna Gulko (m & l) |
| Aurel Chirtoacă              | "Urme de iubiri"          | Aurel Chirtoacă (m), Viorica Nagacevschi (l)                                                                              |
| Boris Covali                 | "Perfect Day"             | Brandon Stone (m & l) |
| Carolina Gorun               | "Turn the Tide"           | Mathias Kallenberger (m & l), Andreas Berlin (m & l), Andreas Anastasiou (m & l), Lawrence Bridge (m), Stephen Rudden (m) |
| Cristina Scarlat             | "Wild Soul"               | Ivan Aculov (m), Lidia Scarlat (l)                                                                                        |
| Curly                        | "Your Recovery"           | Grigore Chirsanov (m), Luca Inga (l)                                                                                      |
| Dana Markitan                | "Queen of the Dancefloor" | Nikola Radunović (m & l), Dejan Nikodijević (m & l)                                                                       |
| Diana Brescan                | "Hallelujah"              | Eugen Doibani (m & l), Radmila Popovici-Paraschiv (l)                                                                     |
| Diana Staver                 | "One and All"             | Hannah Mancini (m & l), Raay (m), Charlie Mason (l)                                                                       |
| Doiniţa Gherman              | "Energy"                  | Doiniţa Gherman (m & l), Vadim Luchin (m), Cătălin Gondiu (l)                                                             |
| Edict                        | "Forever"                 | Valeriu Cataraga (m), Sonyat Cioceacova (l)                                                                               |
| Felicia Dunaf                | "The Way I Do"            | Eugen Doibani (m & l) |
| FLUX LIGHT                   | "Never Stop No"           | Alexandru Buhnă (m & l)                                                                                                   |
| Glam Girls                   | "You Believed In Me"      | Niklas Peterson (m & l), Bridget Benenate (m & l), Mikael Albertsson (m & l), Andreas Anastasiou (m & l)                  |
| Lana Lights                  | "Solar Wind"              | Serghei Forman (m), Ana Colesnicov (l)                                                                                    |
| Lucia S.                     | "Frozen"                  | Vitalie Catană (m), Gloria Gorceag (l)                                                                                    |
| Margarita Ciorici & Metafora | "Vis"                     | Alexandru Gorbos (m), Vica Demici (l)                                                                                     |
| Mikaella                     | "Follow Your Dreams"      | Vladislav Bobotrîn (m & l)                                                                                                |
| Paralela 47                  | "Fragmente"               | Paralela 47 (m), Alecu Matrăguna (l)                                                                                      |
| Rodica Olişevschi            | "Without You"             | Rodica Olişevschi (m & l)                                                                                                 |
| Tatiana Heghea               | "I'm Yours"               | David Daieres (m & l) |
| Vlad Ray                     | "Freedom"                 | Vladislav Bobotrîn (m & l)                                                                                                |

### Demi-finale 1
| Semi-final 1 – 11 March 2014 | Semi-final 1 – 11 March 2014 | Semi-final 1 – 11 March 2014 | Semi-final 1 – 11 March 2014 | Semi-final 1 – 11 March 2014 | Semi-final 1 – 11 March 2014 | Semi-final 1 – 11 March 2014 | Semi-final 1 – 11 March 2014 | Semi-final 1 – 11 March 2014 | Semi-final 1 – 11 March 2014 |
| Draw                         | Artiste                      | Song                         | Jury                         | Jury                         | Televote                     | Televote                     | Total                        | Place                        |                              |
| ---------------------------- | ---------------------------- | ---------------------------- | ---------------------------- | ---------------------------- | ---------------------------- | ---------------------------- | ---------------------------- | ---------------------------- | ---------------------------- |
| 1                            | Boris Covali                 | "Perfect Day"                | 98                           | 12                           | 1,170                        | 12                           | 24                           | 1                            |                              |
| 2                            | FLUX LIGHT                   | "Never Stop No"              | 74                           | 7                            | 375                          | 5                            | 12                           | 4                            |                              |
| 3                            | Alina Sorochina              | "Ascultă-mă tăcere"          | 50                           | 3                            | 105                          | 0                            | 3                            | 10                           |                              |
| 4                            | Vlad Ray                     | "Freedom"                    | 40                           | 2                            | 167                          | 3                            | 5                            | 9                            |                              |
| 5                            | Felicia Dunaf                | "The Way I Do"               | 71                           | 6                            | 495                          | 6                            | 12                           | 4                            |                              |
| 6                            | Doinița Gherman              | "Energy"                     | 54                           | 4                            | 869                          | 8                            | 12                           | 4                            |                              |
| 7                            | Ana Cernicova                | "Dragostea divină"           | 80                           | 8                            | 596                          | 7                            | 15                           | 2                            |                              |
| 8                            | Diana Brescan                | "Hallelujah"                 | 98                           | 10                           | 235                          | 4                            | 14                           | 3                            |                              |
| 9                            | Tatiana Heghea               | "I'm Yours"                  | 21                           | 0                            | 1,046                        | 10                           | 10                           | 7                            |                              |
| 10                           | Rodica Olișevschi            | "Without You"                | 23                           | 0                            | 56                           | 0                            | 0                            | 12                           |                              |
| 11                           | Paralela 47                  | "Fragmente"                  | 60                           | 5                            | 123                          | 1                            | 6                            | 8                            |                              |
| 12                           | Carolina Gorun               | "Turn The Tide"              | 33                           | 1                            | 139                          | 2                            | 3                            | 10                           |                              |

| Detailed Jury Votes – Semi-final 1 | Detailed Jury Votes – Semi-final 1 | Detailed Jury Votes – Semi-final 1 | Detailed Jury Votes – Semi-final 1 | Detailed Jury Votes – Semi-final 1 | Detailed Jury Votes – Semi-final 1 | Detailed Jury Votes – Semi-final 1 | Detailed Jury Votes – Semi-final 1 | Detailed Jury Votes – Semi-final 1 | Detailed Jury Votes – Semi-final 1 | Detailed Jury Votes – Semi-final 1 | Detailed Jury Votes – Semi-final 1 | Detailed Jury Votes – Semi-final 1 | Detailed Jury Votes – Semi-final 1 |
| Draw                               | Artist                             | Song                               | A. Calancea                        | A. Sava                            | C. Pintilie                        | T. Postolachi                      | R. Ţaranu                          | I. Stepan                          | N. Ciobanu                         | A. Chiriac                         | I. Jeltova                         | Total                              | Jury Points                        |
| ---------------------------------- | ---------------------------------- | ---------------------------------- | ---------------------------------- | ---------------------------------- | ---------------------------------- | ---------------------------------- | ---------------------------------- | ---------------------------------- | ---------------------------------- | ---------------------------------- | ---------------------------------- | ---------------------------------- | ---------------------------------- |
| 1                                  | Boris Covali                       | "Perfect Day"                      | 12                                 | 12                                 | 11                                 | 11                                 | 11                                 | 11                                 | 11                                 | 10                                 | 9                                  | 98                                 | 12                                 |
| 2                                  | FLUX LIGHT                         | "Never Stop No"                    | 10                                 | 9                                  | 10                                 | 7                                  | 5                                  | 7                                  | 9                                  | 9                                  | 8                                  | 74                                 | 7                                  |
| 3                                  | Alina Sorochina                    | "Ascultă-mă tăcere"                | 7                                  | 6                                  | 5                                  | 3                                  | 6                                  | 9                                  | 3                                  | 6                                  | 5                                  | 50                                 | 3                                  |
| 4                                  | Vlad Ray                           | "Freedom"                          | 6                                  | 4                                  | 4                                  | 8                                  | 8                                  | 3                                  | 1                                  | 3                                  | 3                                  | 40                                 | 2                                  |
| 5                                  | Felicia Dunaf                      | "The Way I Do"                     | 5                                  | 11                                 | 9                                  | 6                                  | 9                                  | 8                                  | 4                                  | 8                                  | 11                                 | 71                                 | 6                                  |
| 6                                  | Doinița Gherman                    | "Energy"                           | 8                                  | 7                                  | 7                                  | 5                                  | 4                                  | 2                                  | 7                                  | 7                                  | 7                                  | 54                                 | 4                                  |
| 7                                  | Ana Cernicova                      | "Dragostea divină"                 | 4                                  | 8                                  | 2                                  | 10                                 | 12                                 | 10                                 | 12                                 | 12                                 | 10                                 | 80                                 | 8                                  |
| 8                                  | Diana Brescan                      | "Hallelujah"                       | 9                                  | 10                                 | 12                                 | 12                                 | 10                                 | 12                                 | 10                                 | 11                                 | 12                                 | 98                                 | 10                                 |
| 9                                  | Tatiana Heghea                     | "I'm Yours"                        | 2                                  | 2                                  | 3                                  | 1                                  | 1                                  | 1                                  | 8                                  | 1                                  | 2                                  | 21                                 | 0                                  |
| 10                                 | Rodica Olișevschi                  | "Without You"                      | 3                                  | 1                                  | 1                                  | 4                                  | 2                                  | 4                                  | 2                                  | 2                                  | 4                                  | 23                                 | 0                                  |
| 11                                 | Paralela 47                        | "Fragmente"                        | 11                                 | 5                                  | 6                                  | 9                                  | 7                                  | 6                                  | 5                                  | 5                                  | 6                                  | 60                                 | 5                                  |
| 12                                 | Carolina Gorun                     | "Turn The Tide"                    | 1                                  | 3                                  | 8                                  | 2                                  | 3                                  | 5                                  | 6                                  | 4                                  | 1                                  | 33                                 | 1                                  |

### Demi-finale 2
| Semi-final 2 – 13 March 2014 | Semi-final 2 – 13 March 2014 | Semi-final 2 – 13 March 2014 | Semi-final 2 – 13 March 2014 | Semi-final 2 – 13 March 2014 | Semi-final 2 – 13 March 2014 | Semi-final 2 – 13 March 2014 | Semi-final 2 – 13 March 2014 | Semi-final 2 – 13 March 2014 |
| Draw                         | Artist                       | Song                         | Jury                         | Jury                         | Televote                     | Televote                     | Total                        | Place                        |
| ---------------------------- | ---------------------------- | ---------------------------- | ---------------------------- | ---------------------------- | ---------------------------- | ---------------------------- | ---------------------------- | ---------------------------- |
| 1                            | Cristina Scarlat             | "Wild Soul"                  | 102                          | 10                           | 554                          | 10                           | 20                           | 1                            |
| 2                            | Anna Gulko                   | "Happy Tomorrow"             | 45                           | 2                            | 169                          | 3                            | 5                            | 11                           |
| 3                            | Curly                        | "Your Recovery"              | 79                           | 8                            | 497                          | 8                            | 16                           | 3                            |
| 4                            | Diana Staver                 | "One and All"                | 9                            | 0                            | 493                          | 7                            | 7                            | 6                            |
| 5                            | Dana Markitan                | "Queen of the Dancefloor"    | 53                           | 5                            | 134                          | 1                            | 6                            | 9                            |
| 6                            | Aurel Chirtoacă              | "Urme de iubiri"             | 75                           | 7                            | 120                          | 0                            | 7                            | 6                            |
| 7                            | Edict                        | "Forever"                    | 47                           | 3                            | 250                          | 5                            | 8                            | 5                            |
| 8                            | Margarita Ciorici & Metafora | "Vis"                        | 43                           | 1                            | 428                          | 6                            | 7                            | 8                            |
| 9                            | Lucia S.                     | "Frozen"                     | 103                          | 12                           | 243                          | 4                            | 16                           | 3                            |
| 10                           | Mikaella                     | "Follow Your Dreams"         | 73                           | 6                            | 2,126                        | 12                           | 18                           | 2                            |
| 11                           | Glam Girls                   | "You Believed In Me"         | 49                           | 4                            | 141                          | 2                            | 6                            | 9                            |
| 12                           | Lana Lights                  | "Solar Wind"                 | 24                           | 0                            | 41                           | 0                            | 0                            | 12                           |

| Detailed Jury Votes – Semi-final 2 | Detailed Jury Votes – Semi-final 2 | Detailed Jury Votes – Semi-final 2 | Detailed Jury Votes – Semi-final 2 | Detailed Jury Votes – Semi-final 2 | Detailed Jury Votes – Semi-final 2 | Detailed Jury Votes – Semi-final 2 | Detailed Jury Votes – Semi-final 2 | Detailed Jury Votes – Semi-final 2 | Detailed Jury Votes – Semi-final 2 | Detailed Jury Votes – Semi-final 2 | Detailed Jury Votes – Semi-final 2 | Detailed Jury Votes – Semi-final 2 | Detailed Jury Votes – Semi-final 2 |
| Draw                               | Artist                             | Song                               | A. Calancea                        | A. Sava                            | C. Pintilie                        | T. Postolachi                      | R. Ţaranu                          | I. Stepan                          | N. Ciobanu                         | A. Chiriac                         | I. Jeltova                         | Total                              | Jury Points                        |
| ---------------------------------- | ---------------------------------- | ---------------------------------- | ---------------------------------- | ---------------------------------- | ---------------------------------- | ---------------------------------- | ---------------------------------- | ---------------------------------- | ---------------------------------- | ---------------------------------- | ---------------------------------- | ---------------------------------- | ---------------------------------- |
| 1                                  | Cristina Scarlat                   | "Wild Soul"                        | 12                                 | 12                                 | 12                                 | 11                                 | 10                                 | 11                                 | 11                                 | 12                                 | 11                                 | 102                                | 10                                 |
| 2                                  | Anna Gulko                         | "Happy Tomorrow"                   | 5                                  | 5                                  | 5                                  | 4                                  | 8                                  | 4                                  | 6                                  | 5                                  | 3                                  | 45                                 | 2                                  |
| 3                                  | Curly                              | "Your Recovery"                    | 11                                 | 10                                 | 10                                 | 9                                  | 6                                  | 9                                  | 10                                 | 6                                  | 8                                  | 79                                 | 8                                  |
| 4                                  | Diana Staver                       | "One and All"                      | 1                                  | 1                                  | 1                                  | 1                                  | 1                                  | 1                                  | 1                                  | 1                                  | 1                                  | 9                                  | 0                                  |
| 5                                  | Dana Markitan                      | "Queen of the Dancefloor"          | 9                                  | 4                                  | 9                                  | 8                                  | 3                                  | 7                                  | 7                                  | 2                                  | 4                                  | 53                                 | 5                                  |
| 6                                  | Aurel Chirtoacă                    | "Urme de iubiri"                   | 7                                  | 9                                  | 7                                  | 10                                 | 11                                 | 10                                 | 8                                  | 7                                  | 6                                  | 75                                 | 7                                  |
| 7                                  | Edict                              | "Forever"                          | 4                                  | 6                                  | 6                                  | 6                                  | 4                                  | 3                                  | 3                                  | 8                                  | 7                                  | 47                                 | 3                                  |
| 8                                  | Margarita Ciorici & Metafora       | "Vis"                              | 3                                  | 2                                  | 2                                  | 7                                  | 5                                  | 6                                  | 4                                  | 9                                  | 5                                  | 43                                 | 1                                  |
| 9                                  | Lucia S.                           | "Frozen"                           | 10                                 | 11                                 | 11                                 | 12                                 | 12                                 | 12                                 | 12                                 | 11                                 | 12                                 | 103                                | 12                                 |
| 10                                 | Mikaella                           | "Follow Your Dreams"               | 6                                  | 8                                  | 8                                  | 5                                  | 9                                  | 8                                  | 9                                  | 10                                 | 10                                 | 73                                 | 6                                  |
| 11                                 | Glam Girls                         | "You Believed In Me"               | 8                                  | 7                                  | 4                                  | 3                                  | 7                                  | 2                                  | 5                                  | 4                                  | 9                                  | 49                                 | 4                                  |
| 12                                 | Lana Lights                        | "Solar Wind"                       | 2                                  | 3                                  | 3                                  | 2                                  | 2                                  | 5                                  | 2                                  | 3                                  | 2                                  | 24                                 | 0                                  |

### Finale
| Final – 15 March 2014 | Final – 15 March 2014        | Final – 15 March 2014 | Final – 15 March 2014 | Final – 15 March 2014 | Final – 15 March 2014 | Final – 15 March 2014 | Final – 15 March 2014 | Final – 15 March 2014 |
| Draw                  | Artist                       | Song                  | Jury                  | Jury                  | Televote              | Televote              | Total                 | Place                 |
| --------------------- | ---------------------------- | --------------------- | --------------------- | --------------------- | --------------------- | --------------------- | --------------------- | --------------------- |
| 1                     | Diana Staver                 | "One and All"         | 0                     | 0                     | 459                   | 0                     | 0                     | 14                    |
| 2                     | Doinița Gherman              | "Energy"              | 47                    | 3                     | 1,622                 | 6                     | 9                     | 5                     |
| 3                     | Boris Covali                 | "Perfect Day"         | 111                   | 8                     | 11,978                | 12                    | 20                    | 2                     |
| 4                     | Tatiana Heghea               | "I'm Yours"           | 7                     | 0                     | 1,192                 | 3                     | 3                     | 12                    |
| 5                     | Lucia S.                     | "Frozen"              | 114                   | 10                    | 3,048                 | 7                     | 17                    | 3                     |
| 6                     | Margarita Ciorici & Metafora | "Vis"                 | 35                    | 0                     | 433                   | 0                     | 0                     | 14                    |
| 7                     | Ana Cernicova                | "Dragostea divină"    | 61                    | 6                     | 1,220                 | 5                     | 11                    | 4                     |
| 8                     | Edict                        | "Forever"             | 35                    | 0                     | 157                   | 0                     | 0                     | 14                    |
| 9                     | FLUX LIGHT                   | "Never Stop No"       | 62                    | 7                     | 850                   | 1                     | 8                     | 6                     |
| 10                    | Aurel Chirtoacă              | "Urme de iubiri"      | 59                    | 5                     | 162                   | 0                     | 5                     | 8                     |
| 11                    | Paralela 47                  | "Fragmente"           | 39                    | 1                     | 307                   | 0                     | 1                     | 13                    |
| 12                    | Diana Brescan                | "Hallelujah"          | 57                    | 4                     | 636                   | 0                     | 4                     | 9                     |
| 13                    | Mikaella                     | "Follow Your Dreams"  | 34                    | 0                     | 3,768                 | 8                     | 8                     | 6                     |
| 14                    | Curly                        | "Your Recovery"       | 39                    | 2                     | 950                   | 2                     | 4                     | 9                     |
| 15                    | Cristina Scarlat             | "Wild Soul"           | 122                   | 12                    | 8,305                 | 10                    | 22                    | 1                     |
| 16                    | Felicia Dunaf                | "The Way I Do"        | 36                    | 0                     | 1,197                 | 4                     | 4                     | 9                     |

| Detailed Jury Votes – Final | Detailed Jury Votes – Final  | Detailed Jury Votes – Final | Detailed Jury Votes – Final | Detailed Jury Votes – Final | Detailed Jury Votes – Final | Detailed Jury Votes – Final | Detailed Jury Votes – Final | Detailed Jury Votes – Final | Detailed Jury Votes – Final | Detailed Jury Votes – Final | Detailed Jury Votes – Final | Detailed Jury Votes – Final | Detailed Jury Votes – Final | Detailed Jury Votes – Final | Detailed Jury Votes – Final |
| Draw                        | Artist                       | Song                        | M. Culev                    | A. Sava                     | L. Știrbu                   | T. Postolachi               | M. Chisaru                  | I. Stepan                   | N. Ciobanu                  | V. Bucun                    | P. Vutcărău                 | A. Chiriac                  | E. Negruţă                  | Total                       | Jury Points                 |
| --------------------------- | ---------------------------- | --------------------------- | --------------------------- | --------------------------- | --------------------------- | --------------------------- | --------------------------- | --------------------------- | --------------------------- | --------------------------- | --------------------------- | --------------------------- | --------------------------- | --------------------------- | --------------------------- |
| 1                           | Diana Staver                 | "One and All"               | 0                           | 0                           | 0                           | 0                           | 0                           | 0                           | 0                           | 0                           | 0                           | 0                           | 0                           | 0                           | 0                           |
| 2                           | Doinița Gherman              | "Energy"                    | 9                           | 0                           | 5                           | 7                           | 4                           | 0                           | 6                           | 0                           | 3                           | 4                           | 9                           | 47                          | 3                           |
| 3                           | Boris Covali                 | "Perfect Day"               | 7                           | 11                          | 10                          | 10                          | 12                          | 11                          | 10                          | 9                           | 10                          | 10                          | 11                          | 111                         | 8                           |
| 4                           | Tatiana Heghea               | "I'm Yours"                 | 5                           | 0                           | 0                           | 1                           | 1                           | 0                           | 0                           | 0                           | 0                           | 0                           | 0                           | 7                           | 0                           |
| 5                           | Lucia S.                     | "Frozen"                    | 10                          | 10                          | 9                           | 12                          | 7                           | 10                          | 12                          | 12                          | 12                          | 8                           | 12                          | 114                         | 10                          |
| 6                           | Margarita Ciorici & Metafora | "Vis"                       | 6                           | 0                           | 7                           | 0                           | 0                           | 1                           | 0                           | 7                           | 7                           | 6                           | 1                           | 35                          | 0                           |
| 7                           | Ana Cernicova                | "Dragostea divină"          | 12                          | 7                           | 0                           | 2                           | 6                           | 5                           | 8                           | 0                           | 5                           | 11                          | 5                           | 61                          | 6                           |
| 8                           | Edict                        | "Forever"                   | 4                           | 5                           | 8                           | 4                           | 9                           | 0                           | 0                           | 2                           | 0                           | 1                           | 2                           | 35                          | 0                           |
| 9                           | FLUX LIGHT                   | "Never Stop No"             | 1                           | 9                           | 2                           | 6                           | 11                          | 3                           | 7                           | 5                           | 6                           | 5                           | 7                           | 62                          | 7                           |
| 10                          | Aurel Chirtoacă              | "Urme de iubiri"            | 3                           | 6                           | 12                          | 3                           | 5                           | 9                           | 4                           | 3                           | 4                           | 2                           | 8                           | 59                          | 5                           |
| 11                          | Paralela 47                  | "Fragmente"                 | 0                           | 1                           | 6                           | 5                           | 0                           | 7                           | 2                           | 4                           | 8                           | 0                           | 6                           | 39                          | 1                           |
| 12                          | Diana Brescan                | "Hallelujah"                | 0                           | 8                           | 3                           | 9                           | 2                           | 8                           | 9                           | 8                           | 1                           | 9                           | 0                           | 57                          | 4                           |
| 13                          | Mikaella                     | "Follow Your Dreams"        | 0                           | 4                           | 0                           | 0                           | 3                           | 4                           | 1                           | 6                           | 9                           | 7                           | 0                           | 34                          | 0                           |
| 14                          | Curly                        | "Your Recovery"             | 2                           | 3                           | 4                           | 8                           | 0                           | 2                           | 5                           | 10                          | 2                           | 0                           | 3                           | 39                          | 2                           |
| 15                          | Cristina Scarlat             | "Wild Soul"                 | 11                          | 12                          | 11                          | 11                          | 10                          | 12                          | 11                          | 11                          | 11                          | 12                          | 10                          | 122                         | 12                          |
| 16                          | Felicia Dunaf                | "The Way I Do"              | 8                           | 2                           | 1                           | 0                           | 8                           | 6                           | 3                           | 1                           | 0                           | 3                           | 4                           | 36                          | 0                           |

## À l'Eurovision
La Moldavie participa à la première demi-finale, le 6 mai 2014 mais ne se qualifia pas pour la finale.